# غرايهاوند لاينز
غرايهاوند لاينز أو خطوط غرايهاوند (بالإنجليزية: Greyhound Lines)‏، ويُشار إليها عادةً باسم غرايهاوند (بالإنجليزية: Greyhound)‏، هي شركة نقل مُشترك بين المدن تخدم أكثر من 3,800 وجهة عبر أمريكا الشمالية. بدأت الشركة عملياتها لأول مرة في مدينة هيبينغ في ولاية مينيسوتا الأمريكية في عام 1914، واعتمدت الشركة اسم غرايهاوند في عام 1929. في أكتوبر 2007، أصبحت شركة غرايهاوند شركة تابعة لشركة النقل البريطانية «فورست غروب» (بالإنجليزية: FirstGroup)‏، فيما كان مقرها في مدينة دالاس في ولاية تكساس، وذلك مُنذ عام 1987. تُعد شركة غرايهاوند والشركات الشقيقة لها في مجموعة «فورست غروب أمريكا» (بالإنجليزية: FirstGroup America)‏ أكبر مُشغلي حافلات النقل في الولايات المتحدة وكندا.

## الأسطول الحالي

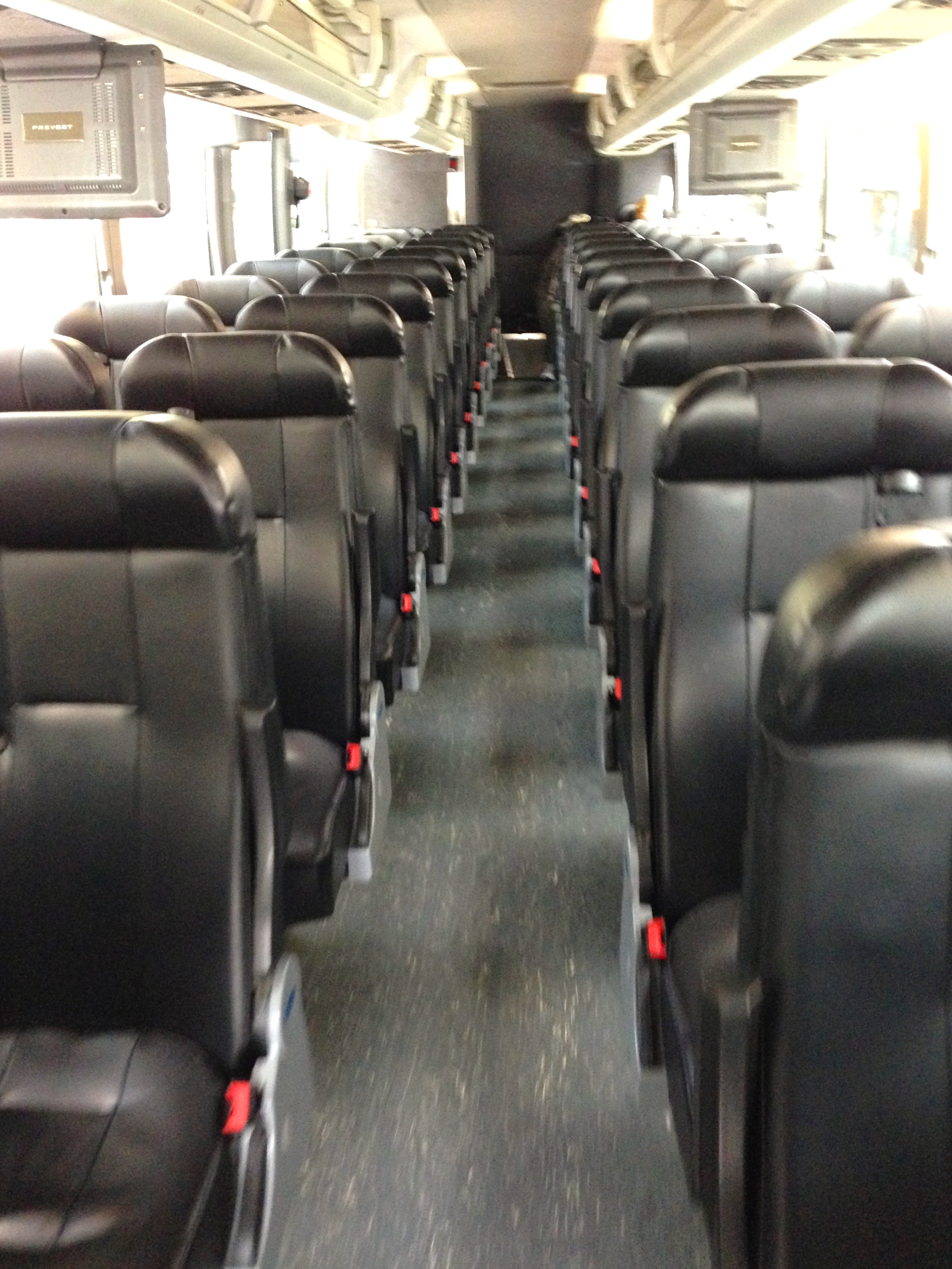
التصميم الداخلي لحافلة بريفوست X3-45 2009 مع مقاعد جلدية

تقوم شركة غريهود بتشغيل 1700 حافلة سياحية، في محاولة لتحسين صورتها العامة بين عامي 2007 و2014، قامت الشركة بشراء حافلات جديدة وبقوة وتجديد الحافلات الحالية. اعتبارًا من عام 2016، تتميز غالبية أسطول غريهود باللون الأزرق الداكن والرمادي «النيوكلاسيكي» في الخارج، والوصول إلى الإنترنت اللاسلكي، والمقاعد الجلدية، ومنافذ الطاقة بقدرة 120 فولت في معظم المقاعد. تمتلك حافلات غريهود صفًا واحدًا أقل من المقاعد مقارنة بمعايير الصناعة، مما يمنح الركاب مساحة إضافية للأرجل. جميع الحافلات التي تم شراؤها منذ عام 2009 مزودة بأحزمة أمان ثلاثية النقاط.

### النماذج
تتكون غالبية أسطول غريهود من النماذج التالية:
| إسم النموذج | صور | سنة الصنع | ملاحظات |
| ----------- | --- | --------- | --- |
| 102DL3      |     | 1996–2006 | - تم إعادة بناء معظم الوحدات. - معظم الوحدات مجهزة بمصاعد للكراسي المتحركة. الوحدات غير المجهزة بالمصاعد مقيدة بخدمات غريهود شارتر سيرفيس بسبب متطلبات ADA. |
| G4500       |     | 2001–2004 | - تم إعادة بناء معظم الوحدات. |
| D4505       |     | 2007–2017 | - تقتصر بعض الوحدات على خدمة بولت باص (بالإنجليزية: BoltBus)‏.                                                                                               |
| X3-45       |     | 2009–الآن | - تقتصر بعض الوحدات على خدمة بولت باص (بالإنجليزية: BoltBus)‏.                                                                                               |
| شالنجر      |     | 2012–الآن | - تستخدم لخدمة التغذية تحت العلامة التجارية غريهود Connect.                                                                                                 |